# Fukt
Denna sida behandlar fukt i material, se även luftfuktighet.

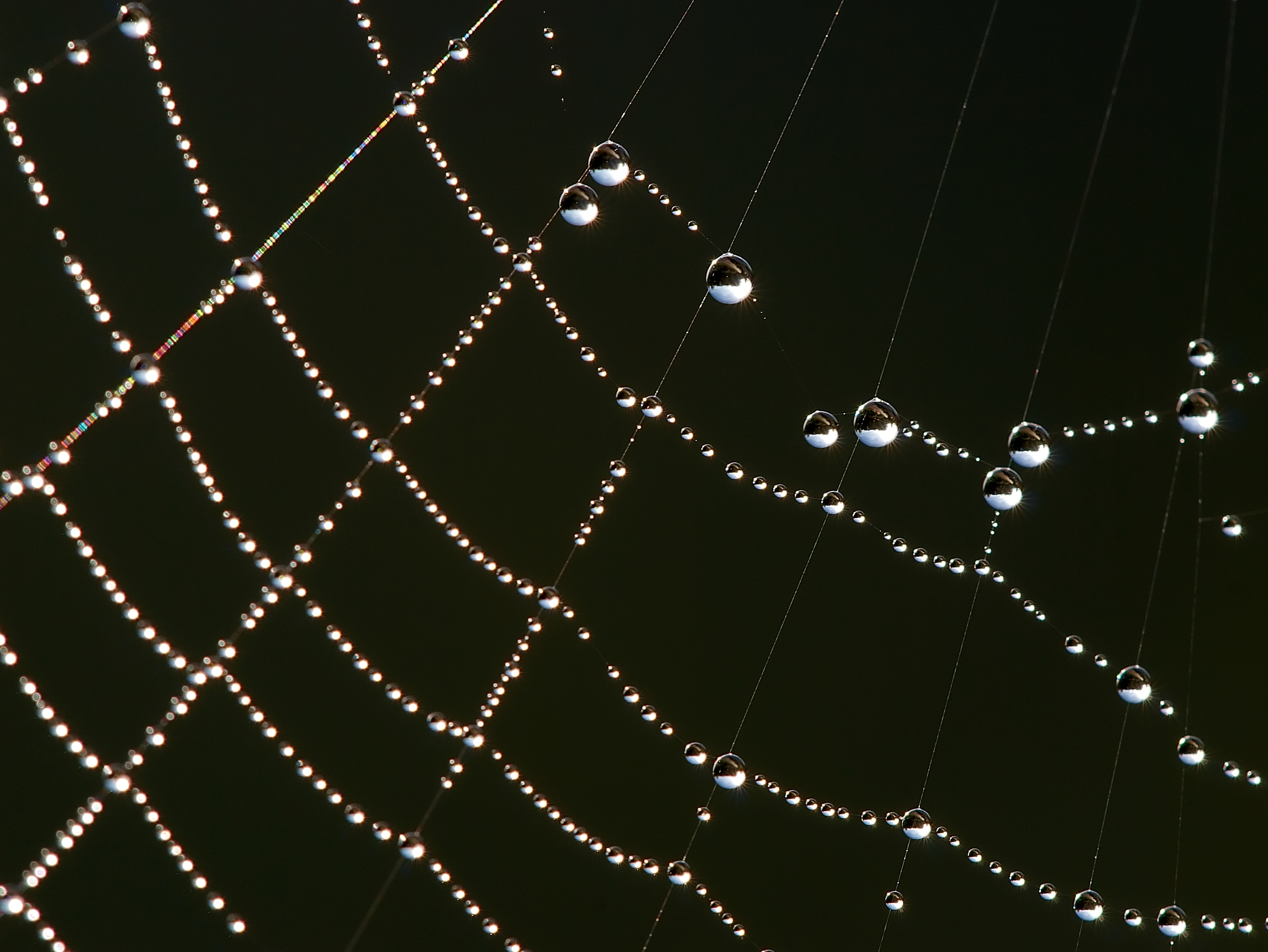
Dagg på spindelnät.

Fukt betyder i allmänhet vatten bundet i ett material eller vattenånga i luft. Fukt är av stor betydelse för såväl materialegenskaper som materialets beständighet. 
Fuktkvoten, andelen fukt i ett material, anges oftast i kilogram vatten per kilogram torrvikt eller i viktprocent.
Relativ fuktighet (RF) i material är ett mått på vattnets tillstånd, det vill säga hur "fuktigt" materialet är. RF i olika material kan jämföras; det kan inte fuktkvoter.

## Fuktfixering i material – sorptionskurva
Material kan innehålla stora mängder fukt även om det står i fuktjämvikt med omgivande luft. Fukt är bundet på olika sätt i materialstrukturen. På alla inre ytor kan vattenmolekyler vara adsorberade i ett tunt skikt, några molekyllager tjockt. Tjockleken hos adsorbatet beror på RF. I små porer binds vatten med hjälp av vattenmenisker, så kallad kapillärkondensation. Radien hos vattenmeniskerna bestäms av RF strax över menisken; ju högre RF desto större radie. Det innebär att vid en viss RF kan bara porer med en viss porradie innehålla fukt. I större porer kan inte en vattenmenisk bildas vid denna RF.
Sambandet mellan fuktinnehåll i ett material och hur fuktigt det är ges av materialets sorptionskurva. Denna visar fuktkvoten, eller fukthalten, som funktion av den relativa fuktigheten RF. Sorptionskurvan är obetydligt temperaturberoende. Det innebär att RF knappast ändras alls i ett material då dess temperatur ändras. För att RF skall ändras måste fukthalten ändras, det vill säga materialet måste torka eller fuktas upp.
Sorptionskurvans temperaturberoende är visserligen litet, men kan vara viktigt att ta hänsyn till vid till exempel noggranna mätningar av RF i material. Temperaturberoendet är några tiondels procent RF per grads temperaturändring. Observera att temperaturberoendet är positivt, det vill säga att RF ökar då temperaturen ökar; tvärtom emot vad som gäller för luftfuktighet.

## Fuktskador i mat
Mat behöver hållas vid tillräckligt låg fukthalt för att hindra bakterietillväxt, mögel och röta. När fukthalten är låg bevaras maten längre. Exempelvis te kan drickas med behag även efter flera hundra år vid korrekt förvaring.
Ibland måste fukthalten hållas inom ett snävt spann. För att popcorn skall poppa bör fuktkvoten vara 14–15 procent. Med för mycket vatten i kornet blir popcornet litet och segt; med för lite vatten poppar det inte alls. Ett annat exempel är cigarrer, där fuktkvoten bör ligga kring 15 procent, vilket motsvarar mellan 65 procent och 68 procent relativ luftfuktighet.
När fukthalten blir tillräckligt hög upphör ibland skadliga effekter. Exempelvis bärgades te från fartyget Götheborg, som legat flera hundra år i saltvatten, utan att teet tog nämnvärd skada.

## Fuktskador i byggmaterial
Många byggnadsmaterial sväller respektive krymper då de absorberar eller avger fukt. Förhöjd fukthalt i organiska material kan möjliggöra tillväxt av mögel, trämaterial utvecklar röta eller svampangrepp. Förhöjd fuktighet i byggnadsmaterial påverkar dess egenskaper. Trä får till exempel en minskad hållfasthet som minskar med dess fuktkvot. Kraftiga förändringar i fukthalt kan också leda till att virke slår sig eller vrider sig när det torkar eller när fuktigheten tilltar. 
Isolering får en sämre isolerande förmåga med en ökande fukthalt i materialet. 
Metaller drabbas vid för hög fuktighet av korrosion och plaster förlorar ibland vissa önskvärda egenskaper när fukthalten blir för hög, beroende på att i plastmaterial kan upp till flera procent vatten tas upp i materialet.
Betong och tegel och andra porösa material som absorberar fukt kan vid för hög vattenmättnadsgrad drabbas av frostsprängningar när temperaturen sjunker under -0°C , mikrobiell påväxt som mögel och alger ökar i tillväxt.

## Fukttransport
Fukt transporteras i ett material eller utrymme genom tre huvudsakliga mekanismer: kapillärt med hjälp av vattnets ytspänning som skapar ett vattenundertryck och därmed ett sug; genom diffusion vilket innebär att vattenmolekylerna i gasfas i sin strävan efter utjämning av ångtrycket/ånghalten flyttar sig mot områden med lägre ånghalt; och genom konvektion vilket innebär att vattnet rinner eller ångan flyttas med en luftström.
I en del material sker dessutom transport av fukt genom att det adsorberade vattnet förflyttar sig. Detta gäller till exempel träbaserade, cementbaserade och polymera material.

## Övrigt
Inom kemin avser "fukt" ibland andelen lösningsmedel i en lösning. 